# Фериоло (Катанцаро)
Фериоло је насеље у Италији у округу Катанцаро, региону Калабрија.
Према процени из 2011. у насељу је живело 301 становника. Насеље се налази на надморској висини од 21 м.